# Горбы (Гребёнковский район)
Горбы (укр. Горби) — село Рудковский сельсовета Гребёнковского района Полтавской области Украины.
Код КОАТУУ — 5320884603. Население по переписи 2001 года составляло 58 человек.

## Географическое положение
Село Горбы находится на левом берегу реки Гнилая Оржица, выше по течению на расстоянии в 1 км расположено село Берёзовка, ниже по течению на расстоянии в 2,5 км расположено село Рудка, на противоположном берегу — сёла Овсюки и Окоп.
К северо-западу от деревни находится заказник Лизина гора. 

##### История
Село указано на карте частей Киевского, Черниговского и других наместничеств 1787 года.
До построения в 1854 году Аннинской церкви жители посещали Троицкую в Овсюках.

## Известные люди
В селе родился Герой Советского Союза Василий Рындя.